# Bruck an der Grossglocknerstrasse
Bruck an der Grossglocknerstrasse är en kommun i distriktet Zell am See i förbundslandet Salzburg i Österrike. Kommunen har 4 951 invånare (2024).